# Jean-Paul Schützenberger
Pour les articles homonymes, voir Schutzenberger.
Jean-Paul Schützenberger, né le 3 août 1928 à Pontorson (Manche) et mort le 6 août 1967 à Gap (Hautes-Alpes), est un pianiste et compositeur français.

## Biographie
Né le 3 août 1928 à Pontorson, Jean-Paul Schützenberger est le fils du psychiatre Pierre Schützenberger (1888-1973) et le frère du mathématicien Marcel-Paul Schützenberger (1920-1996). Il épouse Suzanne Schützenberger, morte le 25 mars 2019, à l'âge de 87 ans, avec laquelle il a deux enfants. 
Jean-Paul Schützenberger est un polytechnicien de la promotion de 1949.
Il est l'auteur d'une vingtaine d'opus qui vont de la musique de chambre à l'opéra, ainsi que de deux concertos pour piano, qui était son instrument de prédilection. 
Il meurt accidentellement le 6 août 1967 à Gap où il repose.

## Postérité
En 2006, un premier concert commémoratif a été donné à Épinal, le 13 mai, grâce à Jacques Houtmann, ami de Schützenberger, avec l'opus 18, Ballade pour timbales, percussion et orchestre, joué en mai 1962 à Chartres.
En 2007, à l'occasion du 40e anniversaire de sa mort furent données certaines de ses œuvres lors d'un concert offert le en mai dans la chapelle de l'école Sainte-Geneviève à Versailles, avec le Quatuor à cordes, opus 15, et le Quintette pour clarinette, opus 11.
Le 29 septembre 2017, au temple protestant de l'Étoile, un concert a commémoré les 50 ans de sa mort, réunissant sa famille et ses amis autour de sa Messe brève pour orgue, accompagnée d'un programme de musique sacrée par l'ensemble Arcana.
Un concert commémoratif a eu lieu le 28 septembre 2018 pour le 90e anniversaire de sa naissance, avec le Requiem de Mozart par l'ensemble vocal Arcana et une sonate pour piano de Jean-Paul.
Un disque où Jean-Paul Schützenberger joue Chopin et Liszt a été sauvegardé en 2006. Il subsiste également l'enregistrement pianistique des leitmotive de son opéra Les enfants de Japhet, terminé en juillet 1967.
Un site Internet créé par sa famille est mis en ligne depuis le 7 décembre 2018. Il présente de nombreux documents visuels, photographiques, des captations des différents concerts, ainsi que l'intégralité des partitions de ses œuvres musicales.

## Œuvres
- Opus 1 : [perdu].
- Opus 2 : Ballade pour piano (1950).
- Opus 3 : Sonate pour piano en ré mineur.
- Opus 4 : Recueillement, sur le poème de Charles Baudelaire.
- Opus 5 : 3 études pour la main gauche.
- Opus 5 : Messe pour orgue en 5 mouvements, rejouée le 29 septembre 2017.
- Opus 6 : [perdu].
- Opus 7 : Fantaisie.
- Opus 8 : Ballade pour piano.
- Opus 9 : Sonate en la mineur pour piano et violon (1956).
- Opus 10 : Concerto pour piano et orchestre numéro 1.
- Opus 11 : Quintette pour clarinette et quatuor à cordes en si bémol majeur, joué pour la première fois en public à Versailles en mai 2007.
- Opus 12 : Poème pour piano.
- Opus 13 : [perdu].
- Opus 14 : Sonate pour violoncelle.
- Opus 15 : Quatuor à cordes en mi bémol majeur, 1961, et redonné le 12 mai 2007 à Versailles.
- Opus 16 : Sonate pour piano en la majeur, jouée pour la première fois en public le 28 septembre 2018.
- Opus 17 : Sonate pour 3 quatuors, piano et contrebasse en la bémol majeur en deux mouvements.
- Opus 18 : Ballade pour timbales, percussion et orchestre (1962).
- Opus 19 : Concerto pour piano et orchestre numéro 2.
- Opus 20 : Quatuor à cordes numéro 2.
- Opus 21 : Opéra Les enfants de Japhet, ouverture, leitmotive et livret (1967).

## Pour approfondir